# Schafflerwegbrücke

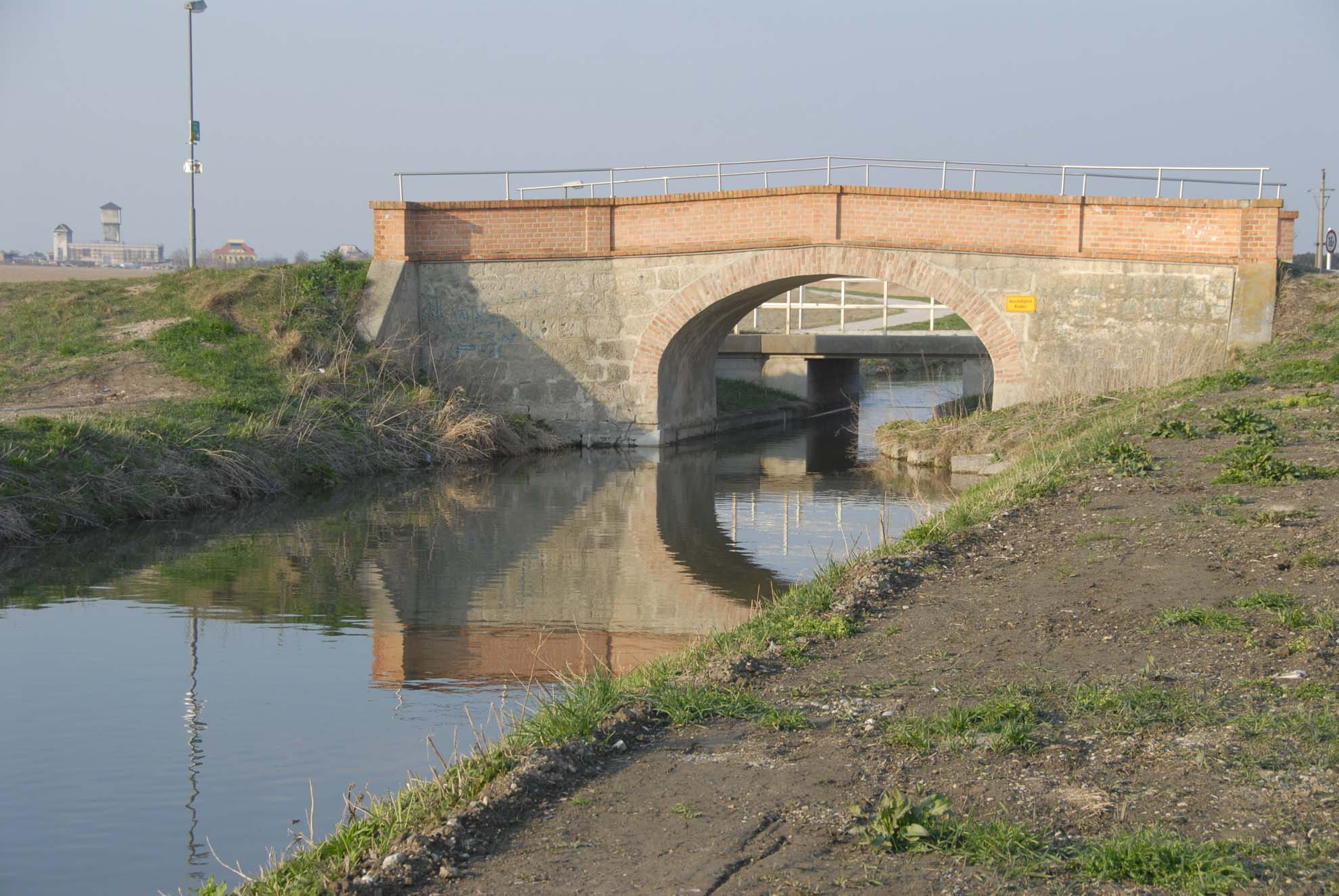
Schafflerwegbrücke

Die Schafflerwegbrücke quert den Wiener Neustädter Kanal im Norden von Wiener Neustadt.

## Geschichte
1783 erwarb Franz Launeck eine Hutweide mit 300 Joch nördlich von Wiener Neustadt an einem Weg, der von Lichtenwörth nach Piesting führt. Am sogenannten Schafflerhof wurden Schafe gehalten, er versorgte die Textilmanufaktur der Stadt mit Wolle. Bei der Errichtung des Wiener Neustädter Kanals (1797–1803) wurde zur Querung des Kanals eine Ziegelgewölbefeldwegbrücke (um 1800) erbaut.
Auf Initiative des Vereins für Geschichte der Arbeiterbewegung wurde die Brücke von Schülern der HTL Wiener Neustadt restauriert und am 18. September 1991 eine Gedenktafel enthüllt.
In der Straße An der Hohen Brücke zwischen der Schelmerkolonie und der Siedlung Gartenstadt befand sich um 1800 eine gleichförmige Ziegelbrücke, welche 1964 abgetragen und durch eine moderne leistungsfähige Brücke ersetzt wurde.

## Beschreibung
Die Ziegelgewölbefeldwegbrücke wurde für Pferdefuhrwerke ausgelegt. Unter dem Brückenbogen ist Platz für den Kanal und einen rechtsseitigen Treppelweg, auf dem mit einem Pferd der Lastenkahn kanalaufwärts gezogen wurde. Nördlich der Ziegelbrücke befindet sich eine Stahlbetonbrücke für den modernen Kraftfahrzeugverkehr, welche mit der geringen Bauhöhe jeden Bootverkehr auf dem Kanal hindert. Die Ziegelbrücke wird von Radfahrern und Fußgängern des Kanalradweges genutzt.